# Marcus Tullius Tiro
Marcus Tullius Tiro (* um 103 v. Chr. in Arpinum; † 4 v. Chr. bei Puteoli) war erst Sklave, dann Freigelassener Marcus Tullius Ciceros.

## Leben
Als im Haus geborener Sklave wuchs er zusammen mit dem drei Jahre älteren Cicero auf und kam mit der Familie nach Rom. Er wurde am 28. April 53 v. Chr. auf dem Formianum freigelassen und begleitete Cicero 51 v. Chr. während dessen Statthalterschaft nach Kilikien. Auf der Rückreise musste er sich aber aus gesundheitlichen Gründen von seinem Patron trennen und zurückbleiben. Erst im Jahr 47 v. Chr. trafen beide wieder in Rom zusammen. Nach Caesars Ermordung kümmerte sich Tiro in Rom um die Finanzangelegenheiten seines Patrons und besorgte den Schriftverkehr mit Ciceros Schwiegersohn Dolabella. Nach Ciceros Ermordung zog er sich, selbst von den Proskriptionen verschont geblieben, auf ein kleines Landgut bei Puteoli zurück.
Tiro diente Cicero als Sekretär, zunehmend auch als Vertrauter. Er veröffentlichte Ciceros Reden nach dessen Tod, sammelte die (erst später herausgegebenen) Briefe seines Patrons und verfasste eine (nicht erhaltene, aber von Plutarch benutzte) Biographie des Redners. Ebenso nur in einzelnen Fragmenten erhalten sind weitere Werke über den lateinischen Sprachgebrauch (de usu atque ratione linguae Latinae) und verschiedene Themen (de variis atque promiscuis quaestionibus). Außerdem soll er sich mit der Abfassung einer Tragödie beschäftigt haben.

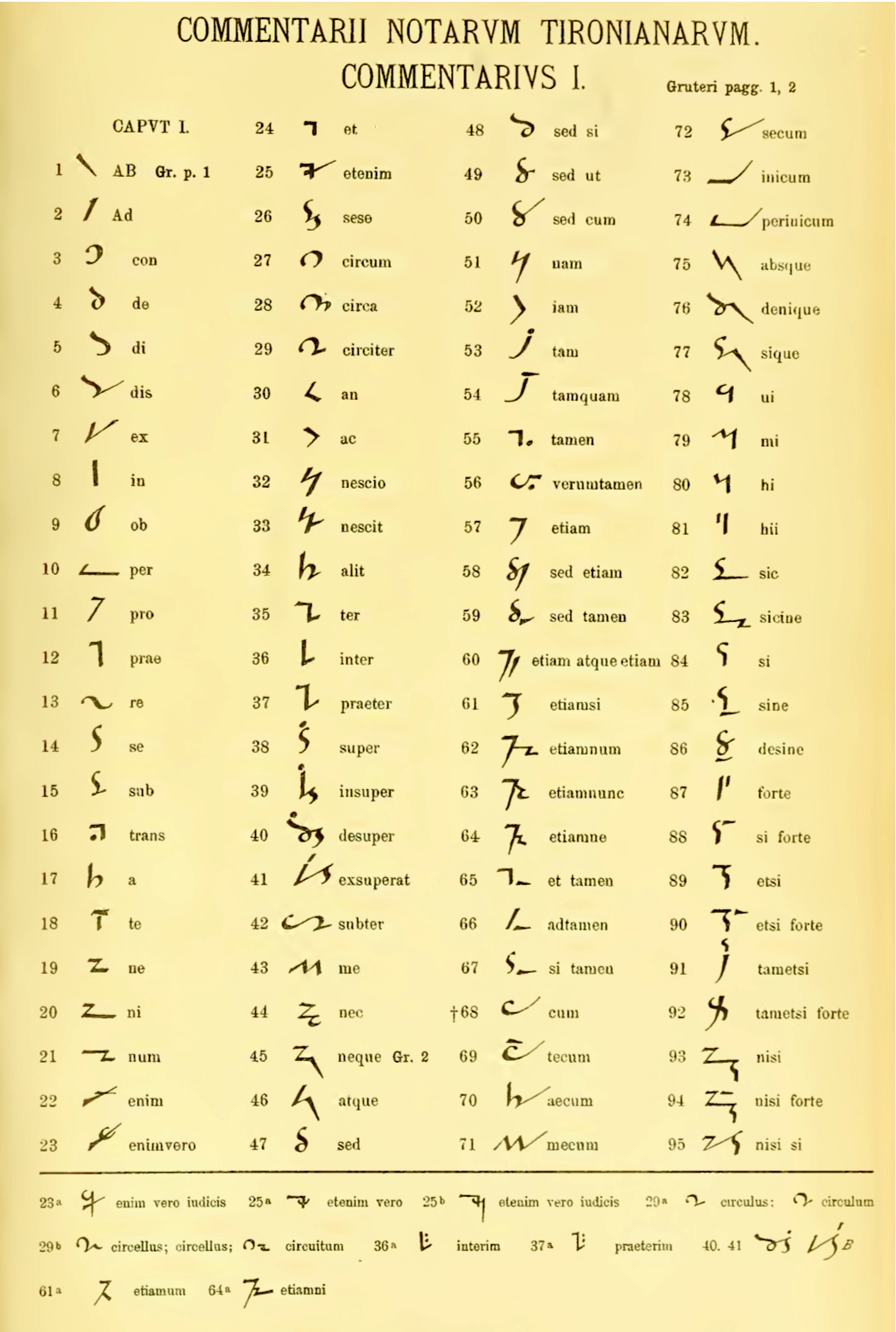
Tironische Noten

Am bekanntesten ist Tiro wegen der Erfindung der altrömischen Kurzschrift, die man seit dem 16. Jahrhundert als Tironische Noten bezeichnet. Tiro entwickelte sie, um Ciceros Reden mitschreiben zu können. Laut Plutarch wurden bei der Senatssitzung über das Schicksal der Catilinarier am 5. Dezember 63 v. Chr. zum ersten Mal die Reden in Kurzschrift aufgezeichnet.
Tiro erscheint als Romanfigur in mehreren neueren belletristischen Werken. So ist er Ich-Erzähler in den Romanen Imperium, Titan und Dictator von Robert Harris, die Leben und Persönlichkeit Ciceros darstellen. Daneben taucht er in der Detektivgeschichten-Reihe Roma Sub Rosa von Steven Saylor häufig auf. Auch trat er in einigen SPQR-Romanen von John Maddox Roberts auf.